# Heinrich Kiepert
Johann Samuel Heinrich Kiepert (31. juli 1818 i Berlin—21. april 1899 sammesteds) var en tysk geograf og kartograf.